# Međunarodna godina volontera
Međunarodna godina volontera (skr. MGV; engl. International year of volunteers) godina je u kojoj se na razne načine širom svijeta pažnja posvećuje volonterima i volonterstvu.

## Svrha
Ujedinjeni narodi su 2001. godinu proglasili Međunarodnom godinom volontera, cijeneći njihov veliki doprinos razvitku humanijeg i solidarnijeg društva u svim zemljama svijeta. Svrha ovog proglašenja bila je da se tijekom godine različitim oblicima i načinima promovira značaj i rad mreže volontera te da se ukaže na postignuća milijuna volontera diljem svijeta, kao i da se na volonterski rad motiviraju novi volonteri. 
UN su ovime željeli i dodatno unaprijediti položaj volontera i njihov rad. Od vlada država-potpisnica očekivalo se da, u suradnji s nevladinim organizacijama, unaprijede rad volontera, posebno ističući bolje prepoznavanje, olakšavanje pristupa volontiranju, umrežavanje i promociju.

## Konferencija IAVE
Važna manifestacija kojom je obilježen početak Međunarodne godine volontera bila je 16. svjetska konferencija IAVE (Međunarodni savez za volonterski rad), održana u siječnju 2001. godine u Amsterdamu. Na toj je konferenciji usvojena Univerzalna deklaracija o volontiranju. Deklaracija ističe volontiranje kao kamen temeljac civilnog društva. Ono, ističe se, oživotvoruje najplemenitije težnje čovječanstva - težnju prema miru, slobodi, mogućnosti, sigurnosti i pravdi za sve ljude. U eri globalizacije i stalne mijene, svijet postaje međuovisniji i složeniji te volontiranje, individualno ili grupno, predstavlja put kroz koji vrijednosti zajednice, brige i solidarnosti mogu biti podržane i osnažene, a pojedinci mogu ostvariti svoja prava i odgovornosti kao članovi zajednice, učeći kroz cijeli život.
Međunarodna godina volontera bila je okvir koji je mogao poslužiti organizacijama, zajednicama i državama da rasprave o tradicijama volontiranja, nauče više o volontiranju i zainteresiraju za volontiranje sve društvene sektore. 

## Pet osnovnih ciljeva
U Međunarodnoj godini volontera postavljeno je pet osnovnih ciljeva kojima se željelo unaprijediti:
1. Priznavanje važnosti volonterskog napora;
2. Olakšavanje napora volontera;
3. Umrežavanje volonterskih organizacija i drugih sudionika;
4. Promocija volontiranja;
5. Povećanje broja volontera.

## MGV u pojedinim zemljama

### Bosna i Hercegovina
Međunarodna godina volonera 2001. u BiH je bila važna prekretnica za volonterizam. Prvi put je provedena anketa o volonterizmu, koja je pokazala da postoji potreba da se kao volonteri angažiraju lošije situirani građani i omladina. MGV je potakla nacionalnu debatu na temu volonterizma te promovirala ideju civilnog služenja umjesto vojnog roka.

### Hrvatska
Od 2001. godine, koja je bila Međunarodna godina volontera, u Republici Hrvatskoj stvaraju se pretpostavke za uređenje sustava poticanja i vrednovanja volonterskoga rada. Osnovan je, na primjer, Nacionalni odbor za razvoj volonterstva, izrađeni su ciljani spotovi i džinglovi za poticanje volonterstva.
MGV je na nacionalnoj razini svečano obilježena 14. prosinca 2001. godine u Nacionalnoj i sveučilišnoj knjižnici u Zagrebu. Tadašnji predsjednik Vlade Ivica Račan uručio je priznanja udrugama, organizacijama i pojedincima koji su dali poseban doprinos u promicanju, razvoju i sustavnom vrednovanju volonterstva u Hrvatskoj. Posebna gošća svečanosti bila je UN-ova veleposlanica dobre volje Heather Mills, koju je pratio zaručnik, Beattle Paul McCartney.
Godine 2004., u organizaciji Nacionalne zaklade za razvoj civilnoga društva, održana je 1. nacionalna konferencija o volonterstvu i 13. međunarodna konferencija VolontEurope, nakon kojih je Nacionalna zaklada uputila Ministarstvu obitelji, branitelja i međugeneracijske solidarnosti Prijedlog zakona o volonterstvu.
Zakon o volonterstvu donio je Hrvatski sabor na sjednici od 18. svibnja 2007. godine, a Odluku o proglašenju Zakona o volonterstvu potpisao je predsjednik Republike Hrvatske Stjepan Mesić 25. svibnja 2007. godine.
U Međunarodnoj godini volontera Volonterski centar Zagreb (VCZ) organizirao je 6 međunarodnih radnih kampova:
- 15. 07. – 29. 07. 2001. Hrvatska Kostajnica
- 22. 07. – 04. 08. 2001. Šenkovec kraj Čakovca
- 23. 07. – 05. 08. 2001. Baške Oštarije na Velebitu
- 15. 08. – 29. 08. 2001. Vukovar - u suradnji s Mirovnom grupom mladih "Dunav"
- 06. 08. – 09. 09. 2001. Čakovec
- 12. 09. – 23. 09. 2001. Gornji Mihaljevec u Međimurju

## Vanjske poveznice
- Hrvatski Crveni križ : 2001. - Međunarodna godina volontera  Arhivirana inačica izvorne stranice od 28. ožujka 2008. (Wayback Machine)
- HSUTI : Obilježavanje Međunarodne godine volontera  Arhivirana inačica izvorne stranice od 13. lipnja 2007. (Wayback Machine)
- Nacionalna zaklada za razvoj civilnoga društva : Priopćenje za javnost u povodu Međunarodnoga dana volontera (30. XI. 2004)  Arhivirana inačica izvorne stranice od 13. ožujka 2016. (Wayback Machine)
- Volonterski centar Zagreb : Međunarodni radni kampovi  Arhivirana inačica izvorne stranice od 12. travnja 2010. (Wayback Machine)
- Gordana Forčić : Kako unaprijediti volontiranje? (download)
- SMART : Volontiranje u Primorsko-goranskoj županiji, Rijeka, 2001.  Arhivirana inačica izvorne stranice od 22. rujna 2008. (Wayback Machine) (download)
- UNDP Bosne i Hercegovine : Izvještaj o humanom razvoju - milenijski razvojni ciljevi - BIH 2003. (download)
- Zakon o volonterstvu

Napomena: Izvore označene s download potrebno je pronaći na označenim stranicama (ili preko Googlea) i skinuti ih s interneta.